# SICRAL 2
SICRAL 2 ist ein militärischer Kommunikationssatellit. Er wurde im Rahmen eines gemeinsamen Programms der Verteidigungsministerien Italiens und Frankreichs mit einem Anteil von 62 % bzw. 38 % gebaut.
Er wurde am 26. April 2015 um 20:00 UTC mit einer Trägerrakete Ariane 5 ECA vom Centre Spatial Guyanais zusammen mit Thor 7 in eine geostationäre Erdumlaufbahn gebracht.
Der dreiachsenstabilisierte Satellit ist mit UHF- und SHF-Band-Transpondern ausgerüstet und soll von der Position 37° Ost aus die strategische und taktische Kommunikation für die französischen und italienischen Streitkräfte (Syracuse-3-System) sichern. Er dient weiterhin der Bereitstellung von Reservekapazität für die Kommunikation der NATO-Staaten. Er wurde auf Basis des Satellitenbus Spacebus 4000 B3 der Thales Alenia Space gebaut und besitzt eine geplante Lebensdauer von 15 Jahren. Die Bodenstation befindet sich im Centro Interforze di Gestione e Controllo (CIGC) in Vigna di Valle bei Rom. Eine Ersatzstation befindet sich im Raumfahrtzentrum Fucino bei Avezzano.